# TG4
TG4 (irl. TG Ceathair) – irlandzki telewizyjny i radiowy nadawca publiczny przeznaczony dla irlandzkojęzycznych odbiorców. Kanał powstał 31 października 1996 nadając w systemie analogowym na terenie Irlandii, a od kwietnia 2005 roku poprzez Sky.
TG4, przed kampanią rebrandingu w 1999 roku, był znany jako Teilifís Na Gaeilge. Jest trzecią krajową stacją uruchomioną w Irlandii, po RTÉ One w 1961 roku i RTÉ Two w 1978.